# Marie-Jeanne de Lalande
Amélie Harlay, o Marie-Jeanne Amélie Lefrançais de Lalande por su matrimonio, (París, 1768-1832) fue una matemática y astrónoma francesa.

## Vida y obra
Amélie Harlay era hija ilegítima de Joseph Lalande. En 1788, a los veinte años, se casó con su primo Michel Lalande, más joven que él y a quien Lalande se refería como su sobrino. Lalande se encargó de su formación y el matrimonio trabajó siempre en los proyectos del astrónomo.
Las Taules horàries anejas al Abrégé de Navigation (1793) de Lalande, son obra de Amélie Harlay.
Su habilidad en las matemáticas le permitió calcular las posiciones del catálogo de 50 000 estrellas que fue publicado el 1801.
Ella y Michel Lalande tuvieron tres hijos, a quienes pusieron nombres referidos a la astronomía: Caroline (por Caroline Herschel), Isaac (por Isaac Newton) y Urania.